# Afrobeata latithorax
Afrobeata latithorax là một loài nhện trong họ Salticidae.
Loài này thuộc chi Afrobeata. Afrobeata latithorax được Lodovico di Caporiacco miêu tả năm 1941.